# Зимянин, Владимир Михайлович
Влади́мир Миха́йлович Зимя́нин (21 апреля 1947 — 11 июля 2022) — советский и российский дипломат, писатель, лауреат Государственной премии СССР, автор книг о Джавахарлале Неру (1980) и Поле Робсоне (1985), выпущенных издательством «Молодая гвардия» в серии ЖЗЛ. Написал и издал под псевдонимом «Михаил Бублеев» книгу «Непобеждённый» об отце — М. В. Зимянине. Автор документальных фильмов: «Индира Ганди» (1986 г.), «Раджив Ганди» (1988 г.).

## Семья
Окончил МГИМО в 1971 году. Сын советского дипломата и партийного деятеля, главного редактора «Правды» (1965—1976), председателя правления Союза журналистов СССР (1966—1976), секретаря ЦК КПСС (1976 −1987) Михаила Васильевича Зимянина (1914—1995).
Умер 11 июля 2022 года. Похоронен на Троекуровском кладбище (уч. 1).

## Награды
- Государственная премия СССР в области литературы, искусства и архитектуры (1986) за сценарий документально-публицистического фильма «Неру» совместного производства киностудии «Центрнаучфильм» и индийской студии «Филмз-Дивижн»
- Премия «Имперская культура» имени профессора Эдуарда Володина Союза писателей России, журнала «Новая книга России», Фонда святителя Иоанна Златоуста и ИИПК «Ихтиос» {2012) за создание цикла телепередач о современной культуре.
- В 2007 г. присвоено звание «Почетный работник МИД РФ».
- В апреле 2017 г. награждён нагрудным знаком Министерства иностранных дел РФ «За вклад в международное сотрудничество».